# Willow (série télévisée)
Pour les articles homonymes, voir Willow.
Willow
Willow est une série télévisée américaine en huit épisodes d'environ 50 minutes créée, développée, co-écrite et co-produite (avec Ron Howard, Kathleen Kennedy…) par Jonathan Kasdan et diffusée entre le 30 novembre 2022, et le 11 janvier 2023 sur Disney+.
Elle fait suite au film Willow de Ron Howard sorti en 1988. Basée sur les personnages créés par George Lucas.

## Synopsis
L'action se déroule plusieurs années après les événements relatés dans le film. La princesse Kit réunit Willow et un groupe de héros inadaptés dans une dangereuse mission de sauvetage de son frère jumeau, à travers un monde où prospèrent sorciers, trolls et autres créatures mystiques ; mission qui dépasse leurs imaginations les plus folles.

## Distribution

### Acteurs principaux
- Warwick Davis (VF : Jochen Hägele) : Willow Ufgood
- Ellie Bamber (VF : Claire Baradat) : Dove / Brünhilda / Elora Danan
- Ruby Cruz (VF : Lou Howard) : la princesse Kit Tanthalos
- Erin Kellyman (VF : Aurélie Konaté) : Jade Claymore
- Tony Revolori (VF : Gabriel Bismuth-Bienaimé) : le prince Graydon Hastur
- Amer Chadha-Patel (VF : Boris Rehlinger) : Thraxus Boorman
- Dempsey Bryk (VF : Hugo Brunswick) : le prince Airk Tanthalos

### Acteurs récurrents
- Joanne Whalley (VF : Françoise Cadol) : la reine Sorsha
- Graham Hughes (VF : Vincent Ropion) : Silas
- Annabelle Davis (en) (VF : Laëtitia Lefebvre) : Mims Ufgood
- Talisa Garcia (en) : la Reine Arianna
- Ralph Ineson (VF : Jérémie Covillault) : le commandant Ballantine
- Rosabell Laurenti Sellers (VF : Marie Tirmont) : Lili

### Invités spéciaux
- Kevin Pollak (VF : Patrice Dozier) : Rool (Raoul en VF) (saison 1, épisode 5)
- Christian Slater (VF : Rémi Bichet) : Allagash (saison 1, épisode 6)
- Julian Glover (VF : Hervé Jolly) : Zeb (saison 1, épisode 7)
- Jack Kilmer (VF : Richard Darbois) : Madmartigan (voix uniquement ; 2 épisodes)

 Source et légende : version française (VF) sur RS Doublage

## Production

### Genèse et développement
En 2019, l'idée d'une suite sous forme de série télévisée pour Disney+ est évoquée. En juillet 2020, Ron Howard révèle que le projet n'est pas encore validé mais que des repérages pour le tournage sont en cours et que les scénarios sont en développement avec Jon Kasdan.
Le 21 octobre 2020, Disney+ annonce avoir commandé une série dans l'univers de Willow.
Le 10 décembre 2020, la série est officiellement annoncée par Kathleen Kennedy pour sortir sur Disney+. Un titre et un logo sont dévoilés. Il est annoncé que Warwick Davis reprendra son rôle de Willow Ufgood,. Jon Chu est annoncé comme réalisateur de l'épisode pilote. 
Le 11 janvier 2021, Jon Chu annonce finalement sur son compte Twitter qu'il quitte le projet à cause de problèmes de planning.
Le 27 mai 2022, Disney+ dévoile la bande annonce de la série via ses réseaux sociaux. 
Le 20 septembre 2022, une seconde bande-annonce est diffusée lors du panel Lucasfilm à la D23. 
La série est disponible dans le monde entier à partir du 30 novembre 2022 sur Disney+.
Le 15 mars 2023, Disney décide l'arrêt de la série, allant même jusqu'à la retirer de son catalogue en mai 2023,.

### Distribution des rôles
En novembre 2020, Erin Kellyman, Cailee Spaeny et Ellie Bamber entrent en négociation pour rejoindre la distribution de la série. En janvier 2021, Tony Revolori entre en négociation pour rejoindre la distribution, tandis que Kellyman, Spaeny et Bamber sont confirmés. En mars 2021, Tony Revolori est confirmé à la distribution, tandis que Ruby Cruz remplace Cailee Spaeny. En avril 2021, Amer Chadha-Patel rejoint la distribution.

### Tournage
Le tournage a débuté en mars 2021 au pays de Galles, où a notamment été tourné le film de 1988,.

## Épisodes
1. Les Gales (The Gales)
2. Le grand Aldwin (The High Aldwin)
3. La Bataille de l'agneau dépecé (The Battle of the Slaughtered Lamb)
4. Les Murmures de Nockmaar (The Whispers of Nockmaar)
5. La Forêt Sauvage (Wildwood)
6. Les Prisonniers de Skellin (Prisoners of Skellin)
7. Par-delà l'océan dévasté (Beyond the Shattered Sea)
8. Les Enfants du Wyrm (Children of the Wyrm)

### Chapitre 1:Les Gales
- mondiale : 30 novembre 2022 sur Disney+

Dans les années qui ont suivi la défaite de la reine Bavmorda, sa fille Sorsha est devenue la nouvelle reine, a épousé Madmartigan et a eu deux jumeaux : le prince Airk et la princesse Kit. Airk a une amitié romantique avec Dove tandis que Kit est amoureuse de la chevalier novice Jade. Sorsha a l'intention de sceller une alliance conjugale entre Kit et le prince Graydon. Elle est également touchée par la mystérieuse disparition de Madmartigan et les visions d'une nouvelle menace connue sous le nom de Gales. Les membres de Gales, le Scourge, le Doom, le Lich et l'attaque du Dag où le Lich infecte le commandant Ballantine et le Dag kidnappe Airk.

### Chapitre 2:Le Grand Aldwin
- mondiale : 30 novembre 2022 sur Disney+

Dans des flashbacks, Willow a une dispute avec la reine Sorsha après qu'elle a refusé de lui permettre de former Elora Danan aux arts magiques. Sorsha veut qu'Elora mène une vie normale tandis que Willow la considère comme une arme contre le Withered Crone, le chef des Gales. Elora, Kit, Jade, Graydon et Boorman rencontrent les autres villageois de Nelwyn, y compris Mims. Puisque les Gales sont à la recherche d'Elora, le groupe part avec Willow et plusieurs adeptes pour sauver Airk. 

### Chapitre 3:La Bataille de l'agneau dépecé
- mondiale : 7 décembre 2022 sur Disney+

Les compagnons d'Elora tentent de la sauver et de combattre Ballantine infecté et ses hommes, qui s'échappent en utilisant la magie. Les "disciples" ont l'intention de livrer Elora à la Chronique, qui prévoit de la bannir du royaume des mortels. Elora s'échappe et rencontre les deux bûcherons Hubert et Anne, qui sont tués par Ballantine et ses hommes. 

### Chapitre 4:Les Murmures de Nockmaar
- mondiale : 14 décembre 2022 sur Disney+

Le groupe se réfugie de la pluie dans le château abandonné de Bavmorda. Là, Willow se prépare à exorciser Graydon de l'influence démoniaque du Lich avec l'aide de Kit et Elora. Jade pleure le décès de Ballantine, le considérant comme un mentor. Tout en récupérant les ingrédients de la cérémonie de l'exorcisme, Kit fait l'expérience de visions de sa grand-mère Bavmorda, qui descend d'une ligne sombre connue sous le nom de Sang des Six. 

### Chapitre 5:La Forêt Sauvage
- mondiale : 21 décembre 2022 sur Disney+

Les Gales poursuivent Elora et ses amis à travers les ruines du château de Bavmorda. Willow utilise un lance-flammes pour détruire le Lich et un autre Gale. Le groupe s'enfuit dans la forêt sauvage où ils sont capturés par les Bone Reavers, qui sont dirigés par Scorpia. Scorpia révèle qu'elle et Jade sont sœurs et filles du général Kael, un ancien vassal de Sorsha. Jade révèle également que Boorman était un ancien associé et amant. 

### Chapitre 6:Les Prisonniers de Skellin
- mondiale : 28 décembre 2022 sur Disney+

Les trolls amènent Kit et Willow dans leur ville souterraine en tant que prisonniers. Les deux sont enfermés dans une cage et rencontrent un autre prisonnier nommé Allagash, un chevalier de Madmartigan qui a pris part à une quête pour obtenir une cuirasse kymérienne des voûtes sous la ville des trolls. La reine Sorsha croit que cette armure mystique peut sauver Elora du malheur. Pendant leur captivité, ils apprennent que les trolls recueillent des prisonniers comme esclaves et sont des serviteurs du Crone. Allagash affirme qu'il a été trahi par Boorman. Pendant ce temps, Elora et les autres montent une mission de sauvetage et infiltrent les mines déguisées en trolls. Kit, Willow et Allagash se libèrent de leurs cages. 

### Chapitre 7:Par-delà l'Océan dévasté
- mondiale : 4 janvier 2023 sur Disney+

Dans la cité immémoriale, Airk se lie d'amitié avec la jeune femme, qui prétend être Lili de Cashmere. Il connaît également une vision de sa sœur Kit noyade et étant sauvée par Elora. Pendant ce temps, Elora et ses compagnons continuent leur voyage à travers l’océan dévasté. Ils atteignent une cabane habitée par un pêcheur âgé nommé Zeb qui prétend être un aventurier. Le groupe se repose, mais est forcé de quitter la cabane lors de l'attaque de Gales. Ils s'échappent dans un char tirée par un mudmander nommé Kennerh, avec qui Graydon se lie d'amitié. 

### Chapitre 8:Les Enfants du Wyrm
- mondiale : 11 janvier 2023 sur Disney+

Airk affirme que Lili, qu'Elora et Kit reconnaissent comme le Crone, lui a montré la vérité et aidera à inaugurer un nouvel âge gouverné par son maître connu sous le nom de Wyrm. Dans sa forme juste, la Crone invite Elora et Kit à entrer dans une chambre intérieure, où elle tente de les convaincre de se soumettre au Wyrm. Pendant ce temps, Jade, Graydon, Boorman et Willow sautent au-dessus du bord de l'océan dévasté et affrontent le Crone dans la ville immémoriale, libérant Elora et Kit de leur transe. Elora et ses amis se battent contre le Crone, ses sbires et l'Airk changé. 

## Accueil

### Réception critique
La série est notée 2,4 sur 5 par les téléspectateurs sur le site d'Allociné.

La série est notée 5,4 sur 10 sur le site d'IMDb.